# Apocroce spuria
Apocroce spuria är en insektsart som beskrevs av Bo Tjeder 1975. Apocroce spuria ingår i släktet Apocroce och familjen Nemopteridae. Inga underarter finns listade i Catalogue of Life.